# گوشاوانک
گوشاوانک (انگلیسی: Goshavank) یک صومعه کلیسای حواری ارمنی واقع در ارمنستان می‌باشد که در گش، استان تاووش واقع شده‌است. ساخت و ساز این ساختمان سده‌های ۱۲یا ۱۳ام میلادی به پایان رسید. این بنا به سبک معماری ارمنی طراحی شده‌است.

## نگارخانه

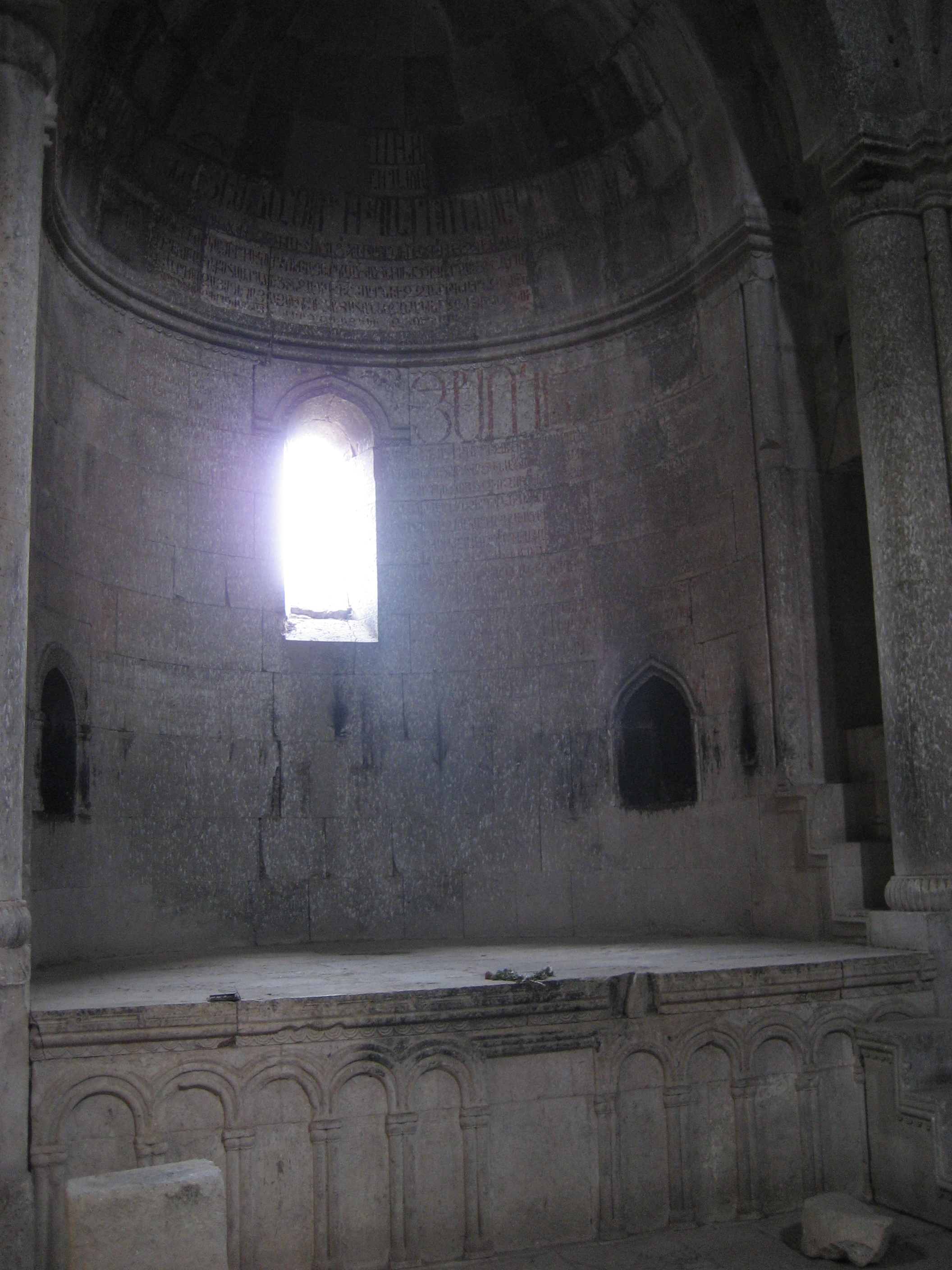
محراب کلیسای مریم مقدس
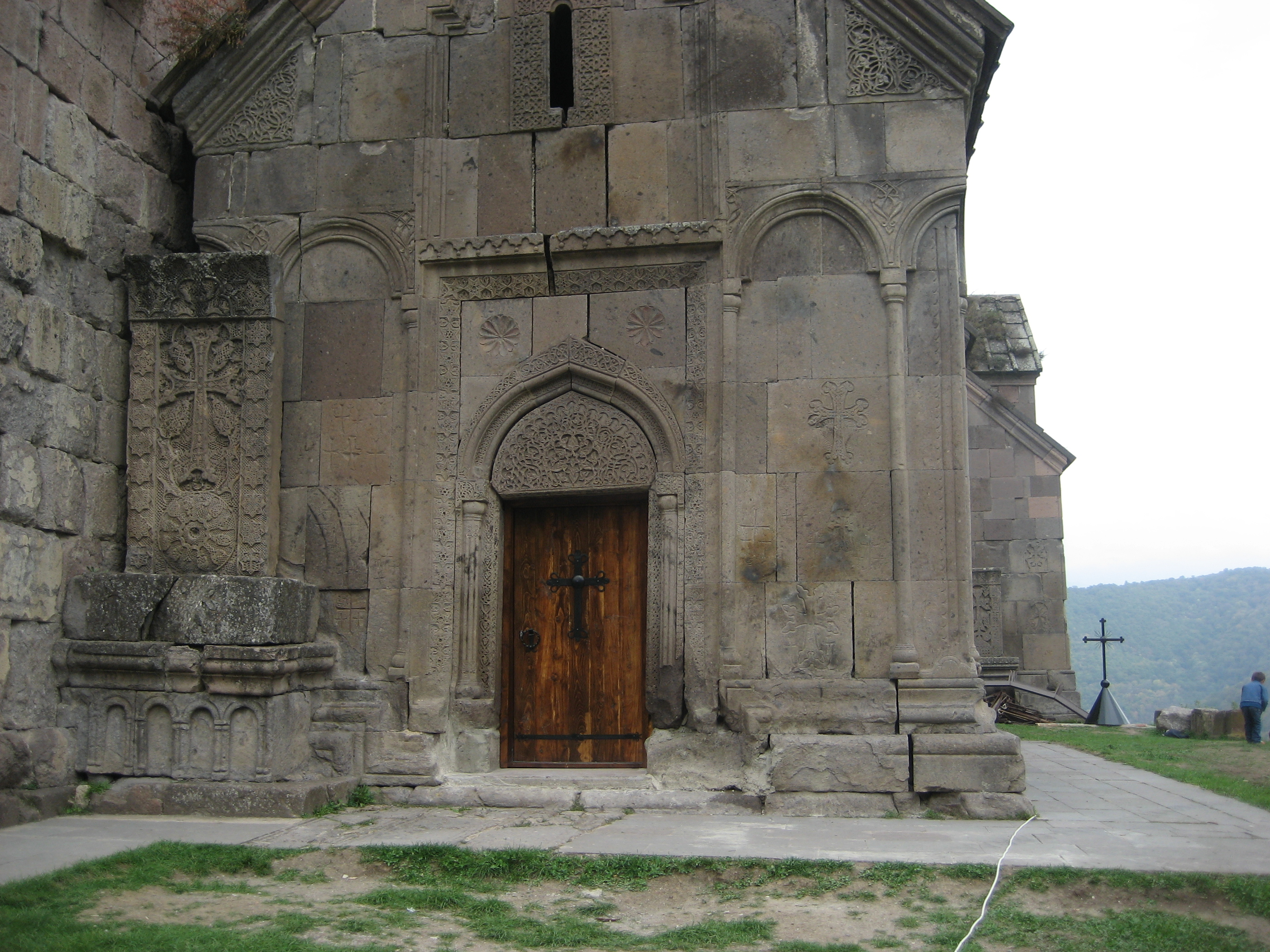
Grigor Luysavorich Church's intricate facade
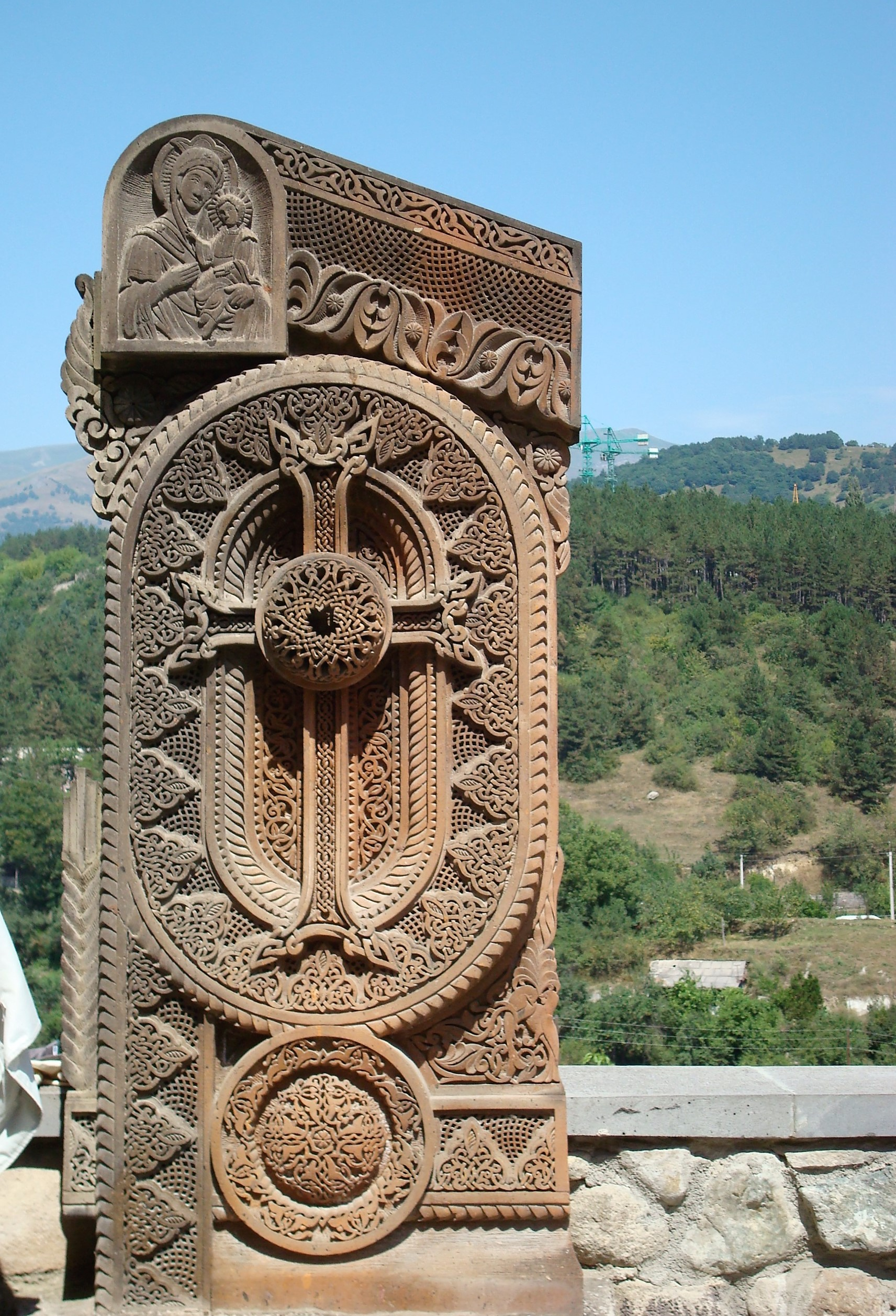
خاچکار نوین در دیلیجان
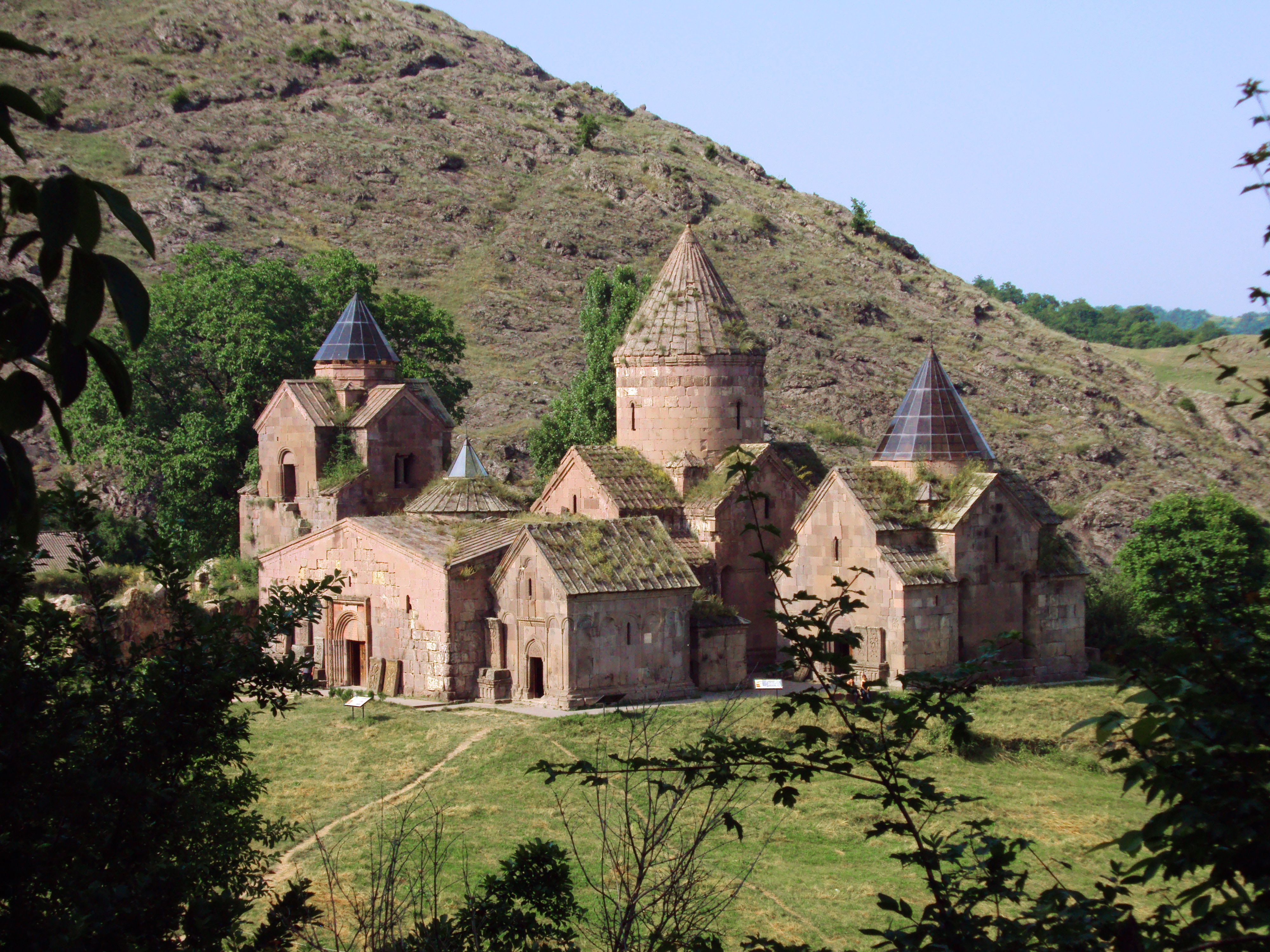
گوشاوانک،  نمای کلی از جنوب (از زیارتگاه مخیتار گٌش)